# Liste der Monuments historiques in Bagneux (Meurthe-et-Moselle)
Die Liste der Monuments historiques in Bagneux führt die Monuments historiques in der französischen Gemeinde Bagneux auf.

## Liste der Objekte
| Bezeichnung | Beschreibung                                                                                | Standort                     | Kennzeichnung | Schutzstatus | Datum | Bild |
| ----------- | ------------------------------------------------------------------------------------------- | ---------------------------- | ------------- | ------------ | ----- | ---- |
| Hauptaltar  | Altartisch, Altaraufbau und Tabernakel; Holz, farbig gefasst und vergoldet, 18. Jahrhundert | in der Kirche St-Remy (Lage) | PM54001381    | Inscrit      | 1995  |      |